# Pomnik Bolesława Krzywoustego w Płocku
Pomnik Bolesława Krzywoustego w Płocku przedstawia księcia Bolesława na koniu w otoczeniu grupy pieszych wojów ze sztandarem. Monument wykonany jest z jasnego piaskowca drobnoziarnistego luna.
Pomnik jest wysoki na ponad 5 metrów i waży około 21 ton. Inicjatorem budowy pomnika był Marian Wilk. Decyzją Mirosława Milewskiego, prezydenta Płocka, autorem projektu pomnika został Zbigniew Mikielewicz. 31 lipca 2012 pomnik stanął na Placu Książęcym w okolicy kościoła farnego pw. św. Bartłomieja i ul. Piekarskiej. Pierwotną lokalizację pomnika na placu Narutowicza zmieniono w 2011 roku decyzją radnych.

## Historia
Pomnik Bolesława III Krzywoustego w Płocku, został oficjalnie odsłonięty dnia 28 września 2012 roku.